# Бабаев, Юрий Николаевич
Ю́рий Никола́евич Баба́ев (21 мая 1928, Москва — 6 октября 1986, Москва) — советский физик, член-корреспондент Академии наук СССР, Герой Социалистического Труда. Специалист в области ядерной физики. Лауреат Сталинской, Ленинской и Государственной премий СССР.

## Этапы биографии
В 1946 году Ю. Н. Бабаев окончил среднюю школу в Москве и поступил на физический факультет МГУ им. М. В. Ломоносова, который окончил в 1950 году с отличием.
В 1951 году по распределению пришёл на работу в Конструкторское бюро № 11 в отдел Сахарова А. Д., где участвовал в разработке первой водородной бомбы.
В 1953 году за значительный вклад разработку водородной бомбы РДС-3 был удостоен Сталинской премии.
- В 1955 году Бабаев совместно с Трутневым Ю. А. предложил новый принцип физической схемы двухступенчатой конструкции водородного заряда.
- С 1961 по 1962 год под его руководством были разработаны новые, более совершенные заряды, большая часть которых и в начале XXI столетия находится на вооружении Российской Армии[3].
- В 1962 году Бабаеву Юрию Николаевичу присвоено звание Героя Социалистического Труда с вручением ордена Ленина и золотой медали «Серп и Молот».
- 26 ноября 1968 года избран членом-корреспондентом АН СССР в отделение ядерной физики по специальности экспериментальная ядерная физика.

Могила Бабаева Ю.

- Ю. Н. Бабаев умер 6 октября 1986 года в Москве. Похоронен на Кунцевском кладбище[4].

## Награды
- Герой Социалистического Труда (1962).
- два ордена Ленина — (1956, 1962)
- орден Трудового Красного Знамени (1975)
- медаль «За трудовую доблесть».
- Сталинская премия третьей степени (1953) — за расчётно-теоретические работы по изделию РДС-6с и РДС-5
- Ленинская премия (1959)
- Государственная премия РФ (2000 —посмертно)